# جری کالا
جری کالا (ایتالیایی: Jerry Calà؛ زادهٔ ۲۸ ژوئن ۱۹۵۱) بازیگر و کارگردان فیلم اهل ایتالیا است. او به عنوان یکی از محبوب‌ترین کمدین‌های ایتالیایی دهه‌های هشتاد و نود در کشورش شناخته می‌شود.
از فیلم‌ها یا برنامه‌های تلویزیونی که وی در آن نقش داشته است، می‌توان به دفتر خاطرات یک دیوانه، بمب‌افکن، عشق در نگاه اول، ریمینی ریمینی، تعطیلات در آمریکا و نوبت عاشقی اشاره کرد.